# Janez Bitenc
Janez Bitenc, slovenski skladatelj, pesnik, pisatelj, pedagog in publicist, * 25. oktober 1925, Ljubljana, † 4. februar 2005, Ljubljana. 

## Življenjepis
Rodil se je v Ljubljani. Oče Peter Bitenc je bil nadarjen violinist, ki se je šolal na ljubljanskem konservatoriju. Kot učitelj glasbene teorije in zborovodja otroškega pevskega zbora je poučeval na glasbeni šoli ljubljanskega železničarskega društva Sloga. Leta 1952 je diplomiral na Akademiji za glasbo v Ljubljani. Bitenc je začetnik slovenske glasbe za otroke. Njegov glasbeni opus obsega preko 450 skladb. Najbolj znana je skladba z naslovom Kuža pazi. Pokopan je na pokopališču v Ljubljani na Šentvidu.

## Analiza kratkih sodobnih pravljic Janeza Bitenca
Janez Bitenc je najbolj poznan kot pisec pravljic za najmlajše in pa tudi pesmic. Vsi najbrž poznamo Kuža pazi in še mnoge druge.

### Obnove in interpretacije nekaj najbolj poznanih pravljic
- Pravljica: Štirje godci

Nekoč je živela babica, ki je imela papagaja z imenom Koki. Imela je tudi tri kokoši in petelina. Za živali je lepo skrbela. Ko ji je bilo dolgčas, se je pogovarjala s Kokijem. Koki pa je neznansko rad poslušal pesem o štirih godcih. Babica mu je morala kar naprej vrteti to pesem, a Koki se je ni naveličal. Nekega dne pa je babica zaslišala sopihanje pred njeno hiško in na klopci opazila fanta, ki mu je bilo ime Bine. Bil je lačen in babica mu je dala kos kruha. Bine pa si je še enkrat želel slišati pesmico o štirih godcih. Odšel je na pot in si prepeval. Kmalu je srečal možaka Jaka, ki je znal igrati na piščalko, poleg tega pa je bil še čevljar. Tako sta odšla naprej in prišla do možaka Luka, ki je bil trobentač in krojač. Tako so bili že trije, ki so znali veselo pesmico. Kmalu so srečali še enega fanta z imenom Miha, ki je znal igrati na činele in je bil dimnikar. Hodili so naprej in kmalu se je veseli druščini pridružil še debeluh Tone, ki je znal igrati na bobne. In tako so bili prav prijetna druščina, ki je razveseljevala ljudi s pesmijo štirje godci. Ko so prišli v mesto, so se jih vsi zelo razveselili, župan pa je vsakemu ponudil še delo. Na koncu pravljice pa je Bine izvedel, da je babici poginil Koki, zato se je odločil, da bodo vsi godci odšli na obisk k njej, vsakdo pa ji bo prinesel darilo, tudi novega Kokija.
- Čas dogajanja: nekoč pred davnimi časi
- Kraj dogajanja: spremenljiv (godci so potovali po deželi)
- Književne osebe: Babica, papagaj Koki, Bine, Miha, Tone, Jaka (štirje godci)
- Motiv: širjenje dobre volje in pesmi (kdor poje, ne misli slabo)

- Pravljica: Kovačka, ki kujeta čas

Bila sta dva kovačka, ki sta se odločila, da bosta odšla na potep in da ne bosta več opravljala svojega dela. Poslovila sta se od kazalcev, številk in od zvončka. Prišla sta v mesto in opazila strašen nemir. Hotela sta se malo urediti, zato sta se odpravila k najbljižjemu frizerju, ki pa jima je rekel, da je še zaprto. Nato sta se ustavila pred slaščičarno in si zaželela dve torti, slaščičarka pa jima je rekla, da se je danes vse zažgalo, ker ura na zvoniku ne dela. Zato sta se odpravila h gostilničarju po pečenko, gostilničar pa jima je povedal, da se je tudi pečenka danes zažgala, ker ura na zvoniku ne bije. Tako sta odhajala naprej in kmalu ugotovila, kako ju ljudje potrebujejo, saj nihče ni imel lastne ure, zato sta se naposled odločila, da pojdeta nazaj na svoje delo in si dejala, da nikoli več ne bosta odšla na potep. Ta pravljica nam sporoča, kako pomemben je čas. Brez ure si ljudje ne predstavljamo več življenja, saj si ga ne znamo zoorganizirati. Sporoča pa nam tudi vrednoto dela - kovačka se odločita, da bosta nadaljevala svoje delo, čeprav sta naveličana. Treba je nadaljevati svoje delo, čeprav te ne veseli, ker je marsikdo odvisen od tebe in tvojega dela, zato je pomembno, da ne obupamo. 
- Čas dogajanja: nedoločen
- Kraj dogajanja: v nekem mestu
- Književne osebe: kovačka, frizer, slaščičarka, gostilničar
- Motiv: vrednota dela

- Pravljica: Tinko Polovinko

Tinko Polovinko je fant, ki dela prav vse na pol. Obleče se na pol, umije, riše,....Zato se mu vso mesto smeji in se čudi, zakaj je takšen fant, saj hodi napol oblečen naokoli. Zaželel si je mucka, vendar mu starši niso dovolili, saj so se bali, da ne bi skrbel zanjo. Nekega dne pa Tinka ni bilo v šolo, zato ga je odšla mama iskati. Našla ga je na kamnu in z mucko v naročju. Mucka je zvito prelisičila Tinka in ga prosila, naj ji zapoje celo pesmico, ki si jo Tinko vedno poje. Ta gre takole: "Jaz sem Tinko Polovinko, iz velemesta Mačji dol. Česar koli jaz se lotim, naredim samo na pol".
Drugi del pesmice pa gre takole: "Vendar častna je izjema, to ti na uho povem: palačinke z marmelado, te pa vedno vse pojem."
Zato je babica takoj, ko je to slišala, Tinku spekla palačilnke z marmelado in od takrat naprej je Tinko normalen fant. Za nagrado pa je dobil še mucko.
Pravljica nam sporoča, da je treba vse v življenju narediti do konca, ne na pol. V življenju je vedno treba iti do konca. Sporoča pa nam tudi to, da živali na neki način blagodejno vplivajo na otroka, saj je Tinko takoj, ko je dobil mucko, postal drugačen človek. Tako pa je tudi v vsakdanjem življenju. Živali in pa tudi naše uresničene želje nam pomagajo, da se spremenimo in postanemo drug človek.
- Pravljica: Palčki z Rožnega grička

Vsi, ki so že bili kdaj na Rožnem griču, so bili izjemno navdušeni, saj je to eden izmed najlepših krajev sveta. Prebivalci Rožnega griča so majhni palčki, ki skrbno skrbijo za svoje okolje, vsak dan zgodaj vstajajo, zalivajo rožice, se z njimi pogovarjajo in jih negujejo. Vsako jutro jih zbudi zvonček s svojo pesmico: "Cin, cin, cin, cin, zaspance budim. Vas k zajtrku kličem in k delu zvonim, ko sladko zaspite, nad vami bedim. Cin, cin, cin, cin, cin, cin,....."
Niso pa vsi palčki tako pridni. Trije so pravi lenuhi, ki nočejo vstajati, negovati rožic in svojega okolja.  Nekega dne pa palčke pridejo obiskat neki možaki, ki jih prepričajo, da jim ni treba vsak dan tako zgodaj vstajati in cel dan delati. Tako se palčki polenijo in za več let odpotujejo. Med tem pa se zgodi nekaj zelo žalostnega. Zvonček jih namreč ne more priklicati, zato se na vso moč trudi in navsezadnje pade v vodo. Ugrabi ga povodni mož. Palčki pa se kmalu naveličajo lenarjenja, zato se odpravijo nazaj na Rožni grič in takoj opazijo, da zvončka ni več nikjer. Zato ga odidejo iskat. Iščejo ga tudi trije lenuhi, ki ga navsezadnje najdejo s pomočjo čarovnika Fičifika. Vendar pa povodni mož zvočnka ne da kar tako. Zato morajo palčki obljubiti, da mu bodo vsak dan v tednu spekli slaščico, za povrh pa mu dajo tudi orglice, ki jih povodni mož obožuje. Tako le dobijo zvonček nazaj in življenje v Rožnem griču spet steče.
Nauk te pravljice je, da je treba varovati in spoštovati naravo. Pravljica nas pouči o odnosu do dela in kara lenobo. 
- Pravljica: Slonček Jakonček

Živel je slonček Jakonček, ki je bil eden izmed najlepših slončkov na svetu. Mama ga je imela neznansko rada in ga je zagovarjala v vsem, oče pa ni bil preveč zadovoljen z njim. Jakonček pa je zelo rad pel pesmico, ki gre takole: "Kadar sem priden, sem slonček Jakonček, kadar nagajam, sem slon Jakon. A to vam povem vsem skupaj na glas, da lepšega slončka ni, kakor sem jaz."
Zelo pa si je želel videti še drug svet in živalski vrt. Mama mu je razlagala, da je še otrok, da to ni zanj, da v cirkusu in živalskem vrtu ni mamice in očka, ki bi pazila nanj. Jakonček pa si je to še zmeraj želel. Mama ga je napotila na obisk k teti in stricu, med potjo pa so slončka ujeli lovci in ga odpeljali v cirkus. Tam so Jakončka učili cirkuških vragolij, Jakonček pa je bil vsak dan bolj žalosten in utrujen, saj se je zavedal, da ne bo nikol več videl svoje matere in očeta. Ljudje, ki so ga gledali v cirkusu, so ga zelo občudovali in mu dajali razna darilca, vendar slonček ni bil srečen. Pravljica sporoča, da če ne ubogamo staršev, se nam lahko kaj hudega zgodi, tako kot se je ubogemu slončku, zato je treba ubogati starše. Staršem pa je pravlljica lahko v poduk, da morajo otrokom čim prej omogočiti, da se osamosvojijo, in pokazati, da obstaja tudi svet izven meja doma.
- Pravljica: Spominčica

Ta pravljica nam na neki prikazuje revščino tedanjega časa, torej časa, v katerem so živeli Slovenci. V ospredju je družina, ki nikoli ni živela v izobilju, vendar tudi revna ni bila. Pride pa leto neznanske revščive in mati je začela rezati čedalje tanjše kose kruha. Junakinja pravljice je vsekakor hči Veronika, ki se na neki način spoprime z revščino in hoče pomagati svoji družini. Pomladi hodi nabirati spominčice, ki so njene najlepše rožice in se domisli, da bi jih lahko prodajala na trgu in s tem prinesla domov nekaj denarja. V tistih časih so otroci dejansko pomagali staršem in naredili vse, kar je bilo v njihovih močeh. Tako je vsak dan hodila na trg in prodajala spominčice in le redko kdo je opazil žalost v Veronikinih očeh. Zato je začela prepevati in kar naenkrat se je okoli nje zbrala gruča ljudi, kar pomeni, da je bila glasba v tistih časih res pomembna, družila je ljudi, to je pomenilo zabavo. Tako je Veronika vsak dan prodala celo košarico spominčic in domov nosila denar. Vendar kaj, ko je bilo kmalu konec pomladi in spominčic ni bilo več. Nekega dne pa se je na trg pripeljal kralj, ki je predstavljal oblast. K sebi je poklical Veroniko in jo prosil, naj mu proda en šopek spominčic za svojo kraljico. Torej jo je imel zelo rad in je srbel zanjo. Za en šopek je Veronika dobila en zlatnik, ljudje pa seveda niso mogli verjeti, kako je to mogoče. Že takrat je postal denar sveta vladar. Veronikini starši kar niso mogli verjeti, da so bili za cel mesec preskrbljeni. Medtem pa se je na dvoru rodila princeska, kralj in kraljica pa nista vedela, kako bi ji dala ime. Zato se je kralj odločil, da bo ljudstvo povedalo, kako ji bo ime.  Opazimo lahko zametke demokracije, čeprav je takrat še niso poznali. In tako je princeska dobila ime Spominčica. Kralju se je to zdelo znano, zato je naročil kočijažu, naj poišče to deklico, ki je predlagala to ime in ji izroči celo mošnjo zlatnikov.
- Pravljica: Lučka

Glavna junakinja je punčka Lučka, ki se je zelo bala teme, vendar nauk te  pravljice je, da lahko vse strahove premagaš. Tudi Lučka ga je, ker je morala zvečer, ko se je stemnilo, odnesti k babici večerjo. To nas na neki način spominja tudi na Rdečo kapico. Lučki na poti do babice pomaga premagati strah pred temo luna, ki ji poje in ji razvetljuje pot. Tudi nam v vsakdanjem pomenu luna razsvetljuje noč in nas vodi. Tako je tudi Lučko. Na poti se ustavi tudi pri hrastu, ki jo lepo pozdravi in ji zagotovi, da ni nobenega strahu v njegovem deblu. Tako Lučka srečno prispe k babici in zapoje pesmico, ki ji jo je pela luna.
- Pravljica: Dolgin na zvezdi

Lukec ima polno igrač, zato ne ve več, s katerimi bi se igral, in jih zavrže. Stare igrače pa so žalostne in objokujejo. Obstaja pa ptica, ki jih popelje na zvezdo, kjer živijo vse zavržene igrače in imajo lepo, urejeno življenje. Tudi igrača Dolgin se odpravi s ptico na to zvezdo in s seboj vzame še svoje zavržene prijatelje. Na zvezdi Dolgin zapoje pesmico svojemu lastniku, ki ga je zavrgel. Nato pa izvemo, da je Lukec vse to le sanjal in da so igrače še vseeno doma, čeprav so zavržene. Zato se Lukec odloči, da bo vse igrače zložil na polico kot vojake in da nikoli več nobene ne bo zavrgel. Dolgin pa od zdaj naprej spi z njim. Nauk te zgodbe je vsekakor ta, da ničesar ne smeš zavreči, saj ima vsaka stvar neko neprecenljivo vrednost. Tudi, če misliš, da ni več uporabna, je ne vrži proč. To je nekakšna vrednota in zdi se mi pomembno, da otroci cenijo stvari. Pisatelj je želel opozoriti tudi na to,  da če ima otrok preveč igrač ali drugih materialnih dobrin, tega ne zna toliko ceniti, kot če bi imel pomanjkanje. Takrat pa jih bi znal ceniti in jih čuvati kot največji zaklad.  
- Pravljica: Zmaj

Peter je naredil zmaja in mu naročil, naj odnese pismo Soncu, veter pa mu bo pomagal premagati pot. Med potjo, ko je bil zmaj utrujen, se je odpočil na oblačkih. Oblačke pa je vse zanimalo, kaj je v pisemcu, zmaj pa je povedal, da se tujih pisem ne odpira in da ne dovoli, da bi kdo prebral pismo, ki mu ni namenjeno. En oblak pa je bil tako radoveden, da se je skoraj stepel z ubogim zmajem, vendar je prišel veter in mu pomagal tako, da je razkadil te temne oblake. Tako je zmaj le prišel do Sonca in mu izročil Petrovo pismo, v katerem je pisalo, zakaj sonce nič več ne sije v njihove kraje, da se otroci nič več nočejo igrati, rožice nič več ne rastejo, vse umira. Sonce pa je s pomočjo sončnih žarkov napisalo nazaj, da ne more ogrevati njihovega mesta, ker je preveč onesnaženo in da ne more niti gledati, koliko smeti je na Zemlji. Zato je prosil Petra, naj uredijo mesto, nato bo Sonce začelo sijati in razveseljevati ljudi. Tako so se otroci zbrali skupaj in izvedli čistilno akcijo in Sonce je začelo spet greti. Nauk zgodbe je v tem, da se ljudje niti zavedamo ne, kaj počnemo z Zemljo, kako jo onsnažujemo, niti opazimo ne, kakšno je okolje, v katerem živimo. Strah pa nas je, da se nam bo narava enkrat krepko maščevala. Zato je pomembno, da skrbimo za svoje okolje in ga ne onesnažujemo toliko in da k temu privajamo otroke že v rani mladosti. 
- Pravljica: Zajček Kazimirček

Kazimirček je bil edini sinček v zajčji družini, imel pa je pet sestric. Vendar, ker je bil edini sin in je bil sive barve, so ga starši razvajali kot da bi bil edinček. Spal je v najboljši postelji, dobival je najlepša oblačila, kar je želel, je dobil. Jedel je samo štiriperesne deteljice, drugače se je cel dan drl. Zato je mama zajkla vsak dan odšla na travnik in s pesmijo klicala štiriperesne deteljice, naj se oglasijo in jih vsak dan znova nabirala in ji nosila sinčku. Ker pa Kazimirčku to počasi ni zadostovalo, je morala mati zajkla dvakrat na travnik. Oče je počasi postajal jezen in mami ni več dovolil nabirati deteljic. Ker je bil Kazimirčke lačen, se je sam odpravil na travnik in bil je prepričan, da bo nabral cel koš deteljic, vendar so se deteljice zmenile, da se ne bodo več javile in da bodo s tem povzročile, da bo zajček začel jesti vse. Zajček je bil zelo razočaran, saj ni našla nobene deteljice, zato je začel jesti vse, kar mu je prišlo pod roke. Vsi so ga začeli zabavati, mati in oče pa sta bila vesela, saj je komaj zdaj zajček postal pravi zajec. Ta pravljica nam marsikaj pove. Če starši otroka preveč razvajajo,  bo to težko odpraviti, saj je navajen, da bo dobil vse, kar si bo zaželel. Vendar, ko enkrat nekaj izgubiš, začneš ceniti tudi to, kar prej nisi. Zajček prej niti pogledal ni navadne trave, vendar ko ni imel izbire, je tudi to zadostovalo. Tudi pri nas je enako. Ko imaš vse, se ne obremenjuješ z ničimer in izbiraš, ko pa nimaš, pač vzameš vse, tudi tisto, kar drugače ne bi.
- Pravljica: Jakčev klobuček

Jakec je bil možiček  pritlikave rasti, zato se ga je prijelo ime Jakec. Njegov dom je bila prašna deželna cesta, kolovozi in vaške poti. Bil je zabavljač, hodil je po vaseh in s svojim klobukom razveseljeval ljudi. Ko je Jakec nosil klobuk, so se mu vsi smejali, mu ploskali in se neizmerno veselili, ko pa je Jakec klobuk snel, so postali vsi žalostni in so od Jakca zahtevali, naj še poje, igra in jih zabava. Nekega dne pa se je zgodilo nekaj strašnega. Jakcu je vihar odpihnil klobuk in nikjer ga ni več našel. Ljudje so ga začeli zapostavljati, se mu smejati, se ga izogibati.  Jakec je obupano iskal svoj klobuk, pri tem pa mu nihče ni hotel pomagati. Obupan je prosil luno, ki spremlja in prepotuje ves svet, če mu lahko ona pomaga najti klobuk. In luna mu je z veseljem priskočila na pomoč, tako da je Jakec našel klobuk. V njem je bilo ptičje gnezdo z mladimi ptički. Jakec je bil neizmerno vesel, da je našel svoj klobuček. Spet je začel prepevati in zabavati ljudi.
V tej pravljici pisatelj opozarja na predsodke, ki si jih ustvarimo ljudje. Vsi, ki so drugačni, so zapostavljeni. Če ti ljudje nimajo ničesar, s čimer bi lahko skompenzirali svojo pomanjkljivost, npr. kot Jakec, ki je bil zabavljač; jih dobre lastnosti in vrline, ki jih sicer imajo, ne zanimajo.
- Čas dogajanja: nedoločen
- Kraj dogajanja: trg, majhno (staro) mesto
- Književne osebe: Jakec, vaščani, neznanec, luna
- Pravljica: Trije petelinčki

Trije petelinčki niso bili petelini, kot smo jih vajeni. Petelini po našem prepričanju morajo biti gospodarji dvorišča in zvesti čuvarji kokošjega rodu. Naši pravljični petelini pa so bili povsem drugačni. Tudi kokoške so se pritoževale nad njimi, petelinčki pa se za to niso menili in so zganjali norčije, prepevali, skakali drug na drugega, prevračali kozolce, stali na eni nogi, počepali in frfotali s perutmi. Kokoške so se zgražale: "Kakšni možje pa ste?" Petelini pa so ugotovili, da življenje na dvorišču ni prav nič zanimivo in zato so odšli v svet. Prišli so do cirkusa in tam pokazali, kaj vse znajo. Direktor cirkusa jih je takoj zaposlil. Občinstvo je bilo s petelinčki tako zadovoljno, da so morali svojo točko znova in znova ponavljati. Neke noči pa je  cirkuška papiga  iz nevoščljivosti in zlobe  vsem trem petelinčkom populila perje.  Ko je direktor cirkusa naslednje jutro videl petelinčke, je bil ves zgrožen in dejal, da takšni pač ne morejo nastopati. Zato so se petelinčki morali odločiti za pot domov. Tam  so jih čakale kokoške, ki so bile zelo vesele njihove vrnitve. Tudi petelinčki so spoznali, da je doma najlepše. Kmalu so postali očetje in z veseljem so skrbeli za svoje mlade kokoške in petelinčke.
V tej pravljici avtor opozarja na zavist, ki je še kako prisotna tudi danes. Iz zavisti bi človek naredil marsikaj. Drugo, kar želi poudariti pisatelj, pa je to, da zunanji  videz ne bi smel biti tako zelo pomemben. In pa morda za konec: je želel opozoriti še na to, da se mora vsak človek pred ustalitvijo v zakonu in odločitvijo za potomce, "zdivjati", da spozna, da je povsod lepo, a doma je najlepše?
- Čas dogajanja: nedoločen
- Kraj dogajanja: dvorišče, cirkus
- Književne osebe: trije petelinčki, kokoške, direktor cirkusa, cirkuška papiga
- Pravljica: Srebrni gumbek

Srebrni gumbek je v trgovini živel mirno in prijetno življenje. Z drugimi gumbki je tičal na polici v leseni škatli. Medtem ko so si nekateri gumbki želeli v svet, srebrn gumbek nikakor ni želel oditi. Zato je prepeval pesmico: "Krojaček, krojaček, ne boš me prišil, pred tvojo šivanko se varno bom skril. Če našel me boš in me v roke dobil, se speti ti bom zmuznil in spet se bom skril." Nekega dne pa je v trgovino prišel možiček, ki je želel osemdeset srebrnih gumbkov, ki jih je potreboval za na suknjiče godbenikov. Prodajalec je štel gumbke, kar naenkrat pa se mu je srebrni gumbek izvil iz rok in se skril pod mizo. Prodajalec je zaslišal pesmico in ni mogel verjeti, da je ta gumbek živ. Komaj ga je ulovil in ga vendarle prodal možu. Le ta je gumbe prišil na suknjiče. Na dan nastopa  godbenikov  je mož, ki je imel na suknjiču prišit Srebrn gumbek, z vso močjo pihal v svoj  bombardon. Gumbek je kmalu odpadel iz suknjiča in se znašel v odmevniku bombardona. Bil je zelo prestrašen in ni vedel, kaj storiti. Ko je godbenik prišel domov, je bil ves jezen, ker je izgubil gumb. Žena ga je pomirila: "Saj ti bom prišila nov gumb." Nato pa sta oba zališala zvok iz bombardona. Oglasil se je gumbek, ki je prosil, naj ga žena prišije nazaj, da bo odslej priden in da bo zvesto spremljal moža na nastopih godbenikov.
Nauk te pravljice je, da za vsako neprimerno vedenje pride kazen; pa tudi to, da se ne moremo vedno držati enega mesta ali osebe (dom, družina, starši), ampak moramo odrasti, oditi v svet in se postaviti na svoje noge. 
- Čas dogajanja: nedoločen
- Kraj dogajanja:trgovina
- Književne osebe: Srebrn gumbek, prodajalec, godbenik, godbenikova žena...